# Whampoa (stacja metra)
Whampoa (chiński: 黃埔) – jedna ze stacji MTR, systemu szybkiej kolei w Hongkongu, na Kwun Tong Line. Została otwarta 23 października 2016.
Stacja znajduje się w Hung Hom, w obrębie rozwiniętego obszaru Whampoa Garden